# لاول-لوکاست‌دیل (پنسیلوانیا)
لاول-لوکاست‌دیل (به انگلیسی: Lavelle-Locustdale) یک منطقهٔ مسکونی در ایالات متحده آمریکا است که در شهرستان سچویلکیلل، پنسیلوانیا واقع شده‌است. لاول-لوکاست‌دیل ۲٫۷ کیلومتر مربع مساحت و ۶۴۹ نفر جمعیت دارد.